# Dark Connection
Dark Connection è il terzo album del gruppo musicale finlandese Beast in Black, pubblicato il 29 ottobre 2021 dalla Nuclear Blast.
Il disco conferma ulteriormente lo stile della band, sempre a cavallo fra heavy/epic metal e hard rock anni '80, ma questa volta si fanno sentire maggiormente gli elementi cyberpunk.
Come nel precedente album, anche in questo sono presenti due cover inserite come bonus track: Battle Hymn (Manowar) e They Don't Care About Us (Michael Jackson).

## Tracce
1. Blade Runner – 4:08
2. Bella Donna – 3:53
3. Highway to Mars – 5:14
4. Hardcore – 3:34
5. One Night in Tokyo – 3:07
6. Moonlight Rendezvous – 5:39
7. Revengeance Machine – 4:09
8. Dark New World – 3:58
9. To the Last Drop of Blood – 3:55
10. Broken Survivors – 4:26
11. My Dystopia – 5:52
12. Battle Hymn (bonus track) – 6:54
13. They Don't Care About Us (bonus track) – 4:33

## Formazione
- Yannis Papadopoulos - voce
- Anton Kabanen - chitarra, Cori, Sintetizzatori, Tastiere
- Kasperi Heikkinen - chitarra
- Máté Molnár - basso
- Atte Palokangas - batteria